# Tomi Kinnunen
Tomi Kinnunen (Sippola, 28 maart 1969) is een voormalig profvoetballer uit Finland, die speelde als verdediger gedurende zijn carrière. Hij beëindigde zijn actieve loopbaan in 2002 bij de Finse club MyPa-47 Anjalankoski, waarmee hij in 1992 de nationale beker won.

## Interlandcarrière
Kinnunen kwam in totaal zes keer (nul doelpunten) uit voor de nationale ploeg van Finland in de periode 1998-1999. Onder leiding van bondscoach Richard Møller Nielsen maakte hij zijn debuut op 25 maart 1998 in de vriendschappelijke uitwedstrijd tegen Malta (0-2) in Attard, net als doelman Jussi Jääskeläinen (Bolton Wanderers FC).

## Erelijst
MyPa-47 Anjalankoski
- Beker van Finland

1992